# Número de Mach

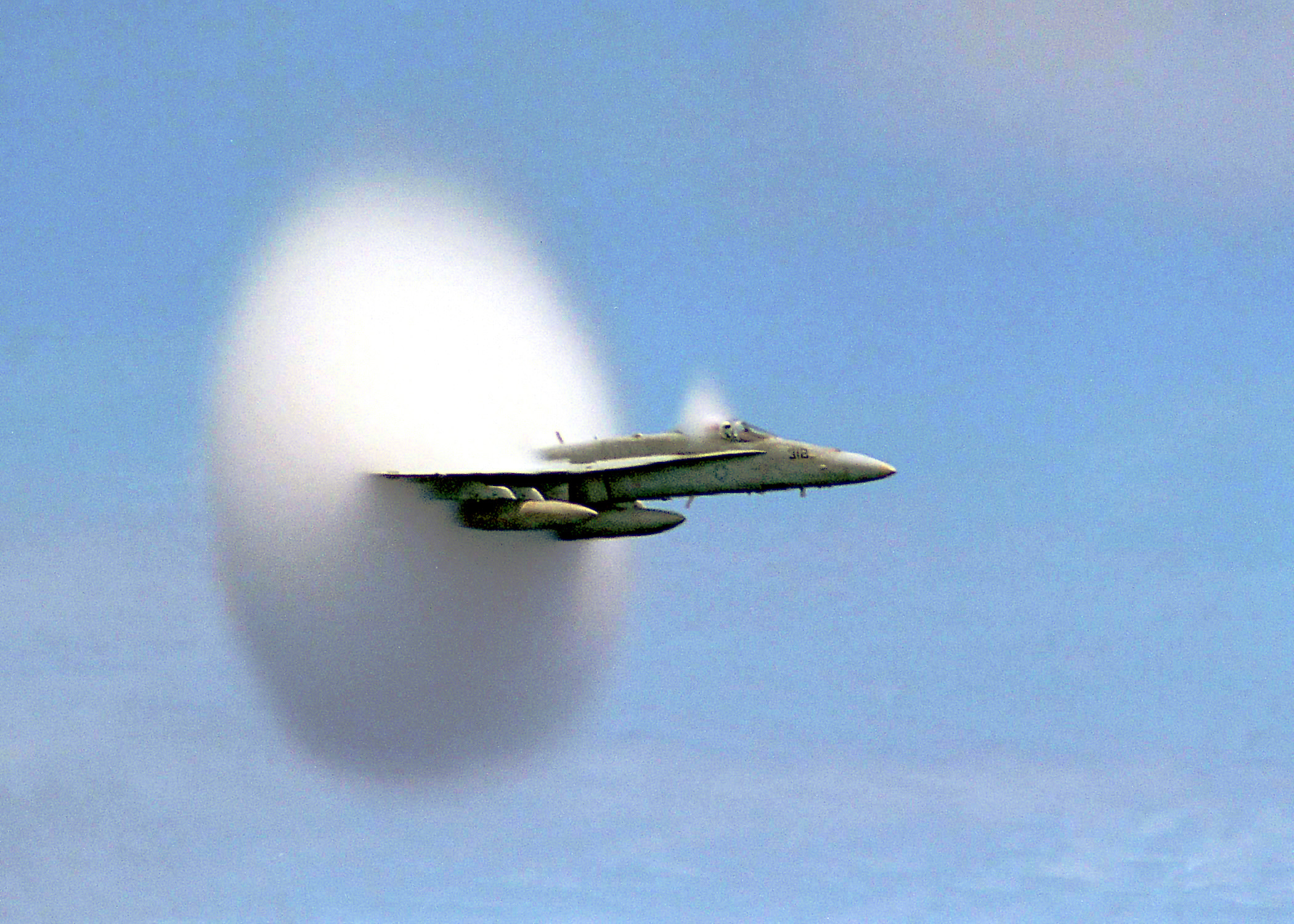
Um F/A-18 Hornet após quebrar a barreira do som.

O Número de Mach ou velocidade Mach (Ma) é uma medida adimensional de velocidade. É definida como a razão entre a velocidade do objeto que se desloca em um meio fluido e a velocidade das ondas sonoras nesse meio:
{\displaystyle \ M={\frac {v_{o}}{v_{s}}}}
onde:
{\displaystyle \ M} é o número Mach
{\displaystyle \ v_{o}} é a velocidade média relativa do objeto
{\displaystyle \ v_{s}} é a velocidade média do som.
Em outras palavras, a velocidade Mach é quantas vezes o corpo atingiu a velocidade do som. Em geral usa-se a aproximação direta de condições como pressão ao nível do mar e temperatura ambiente (próxima dos 27 ºC ou 300 K) para determinar uma velocidade do som igual a 340 m/s (ou 765 mph = 1 224 km/h). Assim, se um corpo atingiu 2 vezes a velocidade do som que é de 340 m/s, então este corpo atingiu a velocidade Mach 2 ou 2 x 340 m/s = 680 m/s = 2 448 km/h (1 530 milhas/h).
Para este cálculo-exemplo considera-se uma velocidade do som de 340 m/s, entretanto esta varia com o conjunto temperatura-pressão, isto é, para cada par de informações temperatura e pressão, temos uma velocidade do som determinada.
Essa velocidade pode ter uma grande gama de variações dependendo da condição do local, por isso em geral se indica as condições ao informar uma velocidade Mach, ou então se pressupõe que são as condições já citadas ou as mais precisas, que são em geral 343,4 m/s (ou 768,16 mph = 1 236,24 km/h).

## Definição

Representação simplificada dos três estados gerais. Da esquerda para a direita: 1) Móvel e ondas de propagação em velocidade abaixo da do som; 2) Móvel atinge a velocidade do som, onde de choque se forma à frente dele; 3) O móvel passa da velocidade do som e as ondas de propagação não acompanham o deslocamento em tempo hábil.

A origem do nome se deu em homenagem ao físico e filósofo austríaco Ernst Mach que publicou em 1877 a sua teoria sobre a possibilidade de um corpo ser capaz de ultrapassar a velocidade do som. Um Mach (Ma), possui a velocidade de 1 225,044 km/h no nível do mar a temperatura ambiente, sendo considerada a velocidade mínima para que qualquer corpo consiga ultrapassar a barreira do som.
A nível de comparação física e para que pudessem ser feitas estimativas de velocidade e estudos enquadrados, pode-se citar as divisões usuais dos níveis de velocidade:
- Subsônica: Ma < 1
- Transônica: 0.8 < Ma < 1.2
- Sônica: Ma = 1
- Supersônica: Entre 1.2 Ma até 3 Ma
- Hipersônica: Ma > 3

A velocidade transônica está entre a velocidade sub e supersônica. O período transónico inicia quando as primeiras partes do corpo (por exemplo, um avião) alcançam Ma > 1 e começa a aparecer uma barreira de ar em volta das asas do avião. Quando finalmente o avião alcança a velocidade sônica, segue-se um forte estrondo sonoro quando o avião excede Mach 1; a maior diferença de pressão passa para a frente da aeronave. Esta abrupta diferença de pressão é a chamada onda de choque, que estende-se da traseira à dianteira com uma forma de cone (chamado cone de Mach). Esta onda de choque causa o “boom sônico” que se ouve logo após a passagem do avião. O piloto da aeronave não consegue ouvir esse ruído. Quanto maior a velocidade, mais limitado é o cone. Após ultrapassar Mach 1, dificilmente irá se formar um cone completo, mas um plano levemente côncavo.
Com o aumento da velocidade Mach, há uma redução da força da “onda de choque” e o cone de Mach começa a ficar mais estreito. Com a vazão dos fluidos atravessando a “onda de choque”, a velocidade é reduzida e a temperatura, pressão e densidade são aumentadas.

## O cone de Mach
O número de mach que representa quantas vezes a velocidade em questão é mais rápida que o som também tem outro significado:
" O inverso do número de mach
é igual ao seno do ângulo que
ocorre no Cone de Mach."
{\displaystyle \operatorname {sen} (\theta )={\frac {v_{s}}{v_{o}}}}
onde
{\displaystyle \theta } é o ângulo formado pelo cone.
{\displaystyle \ v_{o}} é a velocidade média relativa do objeto
{\displaystyle \ v_{s}} é a velocidade média do som.
Esse ângulo é inversamente proporcional à velocidade do corpo e consequentemente ao número de Mach. Sendo assim, temos que quanto mais rápido o corpo, mais afinado é o triângulo, ou seja, menor é o ângulo e maior é o numero de Mach.
A onda de choque nada mais é do que um distúrbio onde as propriedades do escoamento (velocidade, temperatura, pressão e densidade) variam de forma abrupta.

## Exemplos práticos
Normalmente, quando se atinge este regime, devido à alta velocidade, a temperatura aumenta de tal modo que acabam ocorrendo a ionização e dissociação de moléculas de gás antes da “onda de choque” começar.
Está claro que qualquer objeto que viaje a velocidades hipersônicas acaba da mesma forma sendo exposto a temperaturas extremas como ocorre no nariz da aeronave, portanto há a necessidade de ter materiais resistentes ao calor.
Outro fato simples a se notar é que a área de alta pressão se concentra nas bordas do cone, mas a área interna a ele tem uma baixa pressão. Visto isso, é fundamental que toda a área do avião se mantenha nessa área do cone. Isso pode ser facilitado se o bico do avião for maior (mais comprido), assim o cone começa antes da parte de cabine e asas iniciarem. Este é o motivo de aviões a jato serem mais compridos, menos largos e terem bicos um tanto quanto projetados.
Certos aviões quando passam a velocidade de Mach 1 têm as suas asas “recolhidas”, facilitando caber dentro da área de baixa pressão do triângulo e diminuindo o arrasto dinâmico. É óbvio que quando se acelera para a velocidade supersônica, é necessário que se tenha uma construção do avião convergente-divergente, onde a convergência é usada para acelerações até Mach 1 e a parte divergente continua a aceleração.

## Engenharia Aeronáutica
Durante o projeto de engenharia, as extremidades da construção são chamadas de “extremidades de Laval”[carece de fontes?] e nos ônibus espaciais elas acabam chegando a velocidades hipersônicas. No momento que um corpo estando na velocidade transônica faz a passagem subsônica para supersônica, esta transição ocorre suave para o piloto que passa a não ouvir som nenhum à sua volta. Entretanto quando a velocidade decresce de Mach 1, ocorre o que é conhecido como estrondo sônico e uma expansão de níveis sonoros muito altos. Dentro das aeronaves existem o “Machmetro”, que é um sistema de informação de voo (SIV) que mede a velocidade Mach derivada da pressão interna dividida pela pressão externa da aeronave.[carece de fontes?]